# Migralepsia
La migralepsia es una crisis epiléptica desencadenada por un episodio de migraña. Se trata de un trastorno muy poco frecuente del que solamente se han descrito algunos casos en la literatura médica. Puede sospecharse en pacientes que presenten migraña con aura y sufran un episodio de epilepsia en la hora siguiente al inicio del aura, siempre que no exista otra causa que explique el fenómeno.
No debe confundirse la migralepsia con la existencia de migraña y epilepsia en una misma persona. Se calcula que alrededor del 5.9% de quienes presentan migraña sufren epilepsia, y que entre el 8 y el 15 por ciento de quienes tienen epilepsia padecen también migraña. Para que pueda sospecharse la existencia de migralepsia, la crisis epiléptica debe originarse a partir del episodio de migraña y ocurrir en un determinado lapso tras el inicio del fenómeno del aura, sin que existan otras causas que puedan explicar su aparición.